# 28590 Kyledilger
28590 Kyledilger este o planetă minoră (asteroid), cu un diametru de 2,584 km, din centura de asteroizi. A fost descoperită pe 11 martie 2000 la Stația Anderson Mesa de Lowell Observatory Near-Earth-Object Search. 
Obiectul prezintă o orbită caracterizată de o semiaxă mare de 2,3681338 UAi, o excentricitate de 0,13, o înclinație de 8,18813 ° în raport cu ecliptica.